# Muscle suprahyoïdien
Les muscles suprahyoïdiens sont quatre muscles antérieurs du cou situés au-dessus de l'os hyoïde.

## Les muscles suprahyoïdiens
| Nom                                    | Origine                               | Insertion            | Innervation        |
| -------------------------------------- | ------------------------------------- | -------------------- | ------------------ |
| Muscle digastrique (ventre antérieur)  | Fosse digastrique de la mandibule     | Tendon intermédiaire | Nerf mylo-hyoïdien |
| Muscle digastrique (ventre postérieur) | Incisure mastoïdienne                 | Tendon intermédiaire | Nerf facial        |
| Muscle génio-hyoïdien                  | Épine mentale inférieure              | Os hyoïde            | Nerf hypoglosse    |
| Muscle stylo-hyoïdien                  | Processus styloïde de l'os temporal   | Os hyoïde            | Nerf facial        |
| Muscle mylo-hyoïdien                   | Ligne mylo-hyoïdienne de la mandibule | Os hyoïde            | Nerf mylo-hyoïdien |

### Action
Ces quatre muscles ont des actions différentes, mais contribuent à élever l'os hyoïde et à élargir l'œsophage pendant la déglutition.
Lorsque les deux ventres du muscle digastrique se contractent, ils tirent vers le haut sur l'os hyoïde, mais si l'os est retenu par le bas, le muscle aide à l'ouverture extrême de la bouche, comme pour le bâillement.
Le muscle mylo-hyoïdien élève l'os hyoïde et tend le plancher de la bouche.
Le muscle génio-hyoïdien tire l'os hyoïde en avant et en haut, raccourcissant le plancher de la bouche et élargissant le pharynx lors de la déglutition.
Le muscle stylo-hyoïdien élève et rétracte l'os hyoïde, allongeant le plancher de la bouche pendant la déglutition.